# Escolas do pensamento econômico
Na história do pensamento econômico, uma escola de pensamento econômico é um grupo de pensadores econômicos que compartilham uma perspectiva comum sobre o funcionamento das economias. Embora os economistas nem sempre se encaixem em escolas particulares, particularmente nos tempos modernos, classificar economistas em escolas de pensamento é comum. O pensamento econômico pode ser dividido em três fases: pré-moderno (greco-romano , indiano, persa, islâmico e imperial chinês), início moderno (mercantilista, fisiocratas) e moderno (começando com Adam Smith e a economia clássica no final do século XVIII). A teoria econômica sistemática foi desenvolvida principalmente desde o início do que é chamado de era moderna .
Atualmente, a grande maioria dos economistas segue uma abordagem chamada mainstream (às vezes chamada de economia ortodoxa). Dentro do mainstream nos Estados Unidos, distinções podem ser feitas entre a escola de água salgada (associada a Cornell, Berkeley, Harvard, MIT, Pensilvânia, Princeton e Yale), e as ideias mais laissez-faire da escola de água doce (representada pela Escola de Chicago de economia, Carnegie Mellon University, da Universidade de Rochester e da Universidade de Minnesota). Ambas as escolas de pensamento estão associadas à síntese neoclássica.
Algumas abordagens influentes do passado, como a escola histórica de economia e a economia institucional, tornaram-se extintas ou decaíram em influência e agora são consideradas abordagens heterodoxas. Outras escolas heterodoxas de pensamento econômico de longa data incluem a economia austríaca e a economia marxista . Alguns desenvolvimentos mais recentes do pensamento econômico, como a economia feminista e a economia ecológica, adaptam e criticam as abordagens tradicionais com ênfase em questões específicas, em vez de se desenvolverem como escolas independentes..

## Antigo pensamento econômico
- Cautília
- Xenofonte
- Aristóteles
- Qin Shi Huang
- Wang Anshi

## Economia Islâmica
Economia islâmica é a prática da economia de acordo com a lei Islâmica. A origem pode ser rastreada para o Califado, onde um início de economia de mercado e de algumas das primeiras formas de comércio capitalista tomou raiz entre os séculos VIII e XII, ao qual alguns se referem como "Capitalismo Islâmico".
A economia islâmica procura impor regulamentações islâmicas não apenas em questões pessoais, mas também em implementar objetivos e políticas econômicas mais amplas de uma sociedade islâmica, com base na elevação das massas carentes. Foi fundada sobre a livre e desimpedida circulação da riqueza, de modo a alcançar generosamente até os mais baixos escalões da sociedade. Uma característica distintiva é o imposto sobre a riqueza (na forma de Zakat e Jizya), e a proibição de cobrar impostos sobre todos os tipos de comércio e transações (renda / vendas / impostos especiais de consumo / importação / direitos de exportação etc.). Outra característica distintiva é a proibição de juros sob a forma de excesso cobrado ao negociar em dinheiro. Seu pronunciamento sobre o uso de papel-moeda também se destaca. Embora as notas promissórias sejam reconhecidas, elas devem ser totalmente garantidas por reservas. O sistema de reservas fracionárias não é permitido como uma forma de quebra de confiança .
Ele implantou inovações, tais como empresas comerciais, grandes empresas, contratos, letras de câmbio de longa distância, o comércio internacional, as primeiras formas de parceria (mufawada), tais como sociedades limitadas (mudaraba), e as primeiras formas de crédito, dívida, lucro, perda, capital (al-mal), a acumulação de capital (nama al-mal), de circulação de capital, despesas de capital, receitas, cheques, notas promissórias, fidúcia (ver Waqf), empresas de inicialização, contas de poupança, contas correntes, penhora, empréstimos, taxas de câmbio, banqueiros, cambistas, livros, depósitos bancários, as atribuições, a contabilidade de dupla entrada do sistema, ações judiciais, e agência de instituição.
Esta escola tem tido um interesse renovado no desenvolvimento e compreensão desde o final do século XX.
- Maomé
- Abu Hanifa Namune
- Abu Iúçufe
- Alfarábi
- Xemece Almoali Alboácem Cabus ibne Usmeguir
- Avicena
- Ibne Miscauai
- Algazali
- Ibne Taimia
- Amauardi
- Naceradim de Tus
- ibne Caldune
- Almacrizi
- Maomé Becre Açadre

## Escolástica
- Nicolau de Oresme
- Tomás de Aquino
- Escola de Salamanca
- Leonardus Lessius

## Mercantilismo
A política econômica na Europa durante o final da Idade Média e no início do Renascimento tratava a atividade econômica como um bem que deveria ser tributado para aumentar as receitas da nobreza e da Igreja. Os intercâmbios econômicos eram regulados pelos direitos feudais, como o direito de cobrar pedágio ou a realização de um faire, assim como restrições de guilda e restrições religiosas a empréstimos. A política econômica, tal como foi, foi projetada para encorajar o comércio através de uma área particular. Devido à importância da classe social, leis suntuárias foram promulgadas, regulando o vestuário e a moradia, incluindo estilos, materiais e frequência de compra permitidos para diferentes classes. Nicolau Maquiavel em seu livro O Príncipe foi um dos primeiros autores a teorizar a política econômica na forma de conselhos. Ele fez isso afirmando que príncipes e repúblicas deveriam limitar seus gastos e impedir que os ricos ou a população roubassem o outro. Desta forma, um estado seria visto como "generoso" porque não era um fardo pesado para seus cidadãos.
- Gerard de Malynes
- Edward Misselden
- Thomas Mun
- Jean Bodin
- Jean Baptiste Colbert
- Josiah Child
- William Petty
- John Locke
- Charles Davenant
- Dudley North
- Ferdinando Galiani
- James Denham-Steuart

## Fisiocratas
Os fisiocratas eram economistas franceses do século XVIII que enfatizavam a importância do trabalho produtivo, e particularmente da agricultura, para a riqueza de uma economia. Seu apoio inicial ao livre comércio e à desregulamentação influenciou Adam Smith e os economistas clássicos.
- Anne Robert Jacques Turgot
- François Quesnay
- Pierre le Pesant de Boisguilbert
- Richard Cantillon

## A Economia política clássica
A economia clássica, também chamada economia política clássica, era a forma original da economia dominante dos séculos XVIII e XIX. A economia clássica se concentra na tendência dos mercados de se moverem para o equilíbrio e em teorias objetivas de valor. A economia neoclássica difere da economia clássica principalmente por ser utilitária em sua teoria de valores e por usar a teoria marginal como base de seus modelos e equações. A economia marxista também descende da teoria clássica. Anders Chydenius (1729–1803) foi o principal liberal clássico da história nórdica. Chydenius, que era um padre finlandês e membro do parlamento , publicou um livro chamado The National Gain em 1765, no qual ele propõe ideias de liberdade de comércio e indústria e explora a relação entre economia e sociedade e expõe os princípios do liberalismo, todos Deste onze anos antes de Adam Smith publicou um livro semelhante e mais abrangente, The Wealth of Nations. Segundo Chydenius, a democracia, a igualdade e o respeito pelos direitos humanos eram o único caminho para o progresso e a felicidade de toda a sociedade.
- Henry George
- Francis Hutcheson
- Bernard de Mandeville
- David Hume
- Adam Smith
- Thomas Malthus
- James Mill
- Francis Place
- David Ricardo
- Henry Thornton
- John Ramsay McCulloch
- James Maitland, 8th Earl of Lauderdale
- Jeremy Bentham
- Jean Charles Léonard de Sismondi
- Johann Heinrich von Thünen
- John Stuart Mill
- Karl Marx
- Nassau William Senior
- Edward Gibbon Wakefield
- John Rae
- Thomas Tooke
- Robert Torrens

## Escola Nacional Americana
A Escola norte-Americana deve sua origem aos escritos e políticas econômicas de Alexander Hamilton, o primeiro secretário do Tesouro dos Estados Unidos. Enfatizou altas tarifas sobre importações para ajudar a desenvolver a base manufatureira americana em desenvolvimento, proteger a mesma da concorrência mais desenvolvida, em especial da manufatura inglesa, e para financiar projetos de infraestrutura, bem como Bancos Nacionais, Crédito Público e investimentos governamentais em pesquisa e desenvolvimento científico e tecnológico avançados. Friedrich List, um dos proponentes mais famosos do sistema econômico, nomeou-o Sistema Nacional, e foi o principal impulso por trás do desenvolvimento da Zollverein alemã e das políticas econômicas da Alemanha sob o chanceler Otto Von Bismarck, a partir de 1879.
- Alexander Hamilton
- John Quincy Adams
- Henry Clay
- Mathew Carey
- Henry Charles Carey
- Abraham Lincoln
- Friedrich List
- Otto Von Bismarck
- Arthur Griffith
- William McKinley

## Escola Liberal Francesa
A Escola Liberal Francesa (também chamada de "Escola Optimista" ou "Escola Ortodoxa") é uma escola de pensamento econômico do século XIX que estava centrada no Collège de France e no Institut de France. O Journal des Économistes foi instrumental na promulgação das ideias da Escola. A escola defendeu vorazmente o livre comércio e o capitalismo laissez-faire. Eles foram os principais opositores das ideias coletivistas, intervencionistas e protecionistas. Isso fez da escola francesa um precursor da moderna escola austríaca.
- Frédéric Bastiat
- Maurice Block
- Pierre Paul Leroy-Beaulieu
- Gustave de Molinari
- Yves Guyot
- Jean-Baptiste Say
- Léon Say

## Escola Historicista Alemã
A escola historicista de economia foi uma abordagem da economia acadêmica e da administração pública que surgiu no século XIX na Alemanha e dominou até ao século XX. A escola historicista sustentava que a história era a principal fonte de conhecimento sobre as ações humanas e as questões econômicas, já que a economia era específica da cultura e, portanto, não generalizável no espaço e no tempo. A escola rejeitou a validade universal dos teoremas econômicos. Eles viam a economia como resultado de cuidadosa análise empírica e histórica, em vez de lógica e matemática. A escola preferiu estudos históricos, políticos e sociais à modelagem matemática auto-referencial. A maioria dos membros da escola também era Kathedersozialisten, isto é, preocupada com a reforma social e melhores condições para o homem comum durante um período de industrialização pesada. A Escola Historicista pode ser dividida em três tendências: a mais antiga, liderada por Wilhelm Roscher, Karl Knies e Bruno Hildebrand; o Younger, liderado por Gustav von Schmoller, e também incluindo Étienne Laspeyres , Karl Bücher, Adolph Wagner e, até certo ponto, Lujo Brentano ; o mais novo, liderado por Werner Sombart e incluindo, em grande medida, Max Weber.
Antecessores incluídos Friedrich List. A escola histórica controlava largamente as nomeações para as cátedras de economia nas universidades alemãs, como muitos dos conselheiros de Friedrich Althoff, chefe do departamento da universidade no Ministério da Educação da Prússia de 1882-1907, tinham estudado com os membros da Escola. Além disso, a Prússia era a potência intelectual da Alemanha e dominava a academia, não apenas na Europa central, mas também nos Estados Unidos até cerca de 1900, porque a profissão econômica americana era liderada por detentores de doutorados alemães. A Escola Histórica estava envolvida na Methodenstreit ("discussão sobre o método") com a Escola Austríaca, cuja orientação era mais teórica e priorística. Nos países de língua inglesa, a escola histórica é talvez a abordagem menos conhecida e menos compreendida para o estudo da economia, porque difere radicalmente do ponto de vista analítico anglo-americano agora dominante. No entanto, a escola histórica constitui a base - tanto na teoria quanto na prática - da economia social de mercado, por muitas décadas o paradigma econômico dominante na maioria dos países da Europa continental. A escola histórica é também uma fonte da economia dinâmica, orientada para a mudança e baseada na inovação de Joseph Schumpeter. Embora seus escritos possam criticar a Escola, o trabalho de Schumpeter sobre o papel da inovação e do empreendedorismo pode ser visto como uma continuação de ideias originadas pela Escola Histórica, especialmente a obra de von Schmoller e Sombart.
- Wilhelm Roscher
- Gustav von Schmoller
- Werner Sombart
- Max Weber
- Joseph Schumpeter
- Karl Polanyi

## Escola Histórica Inglesa

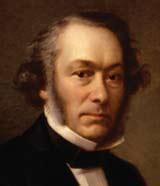
Richard Cobden (1804-1865), um expoente de uma das escolas do pensamento econômico inglesas, a Escola de Manchester.

Apesar de não ser tão famosa quanto sua contraparte alemã, havia também uma Escola Histórica Inglesa, cujos números incluíam William Whewell, Richard Jones, Thomas Edward Cliffe Leslie , Walter Bagehot , Thorold Rogers , Arnold Toynbee , William Cunningham e William Ashley . Foi essa escola que criticou fortemente a abordagem dedutiva dos economistas clássicos, especialmente os escritos de David Ricardo. Esta escola reverenciava o processo indutivo e exigia a fusão do fato histórico com os do período atual.
- Edmund Burke
- Richard Jones
- Thomas Edward Cliffe Leslie
- Walter Bagehot
- Thorold Rogers
- William J. Ashley
- William Cunningham

## Escola histórica Francesa
- Clement Juglar
- Charles Gide
- Albert Aftalion
- Émile Levasseur
- François Simiand

## Economia utópica
- William Godwin
- Charles Fourier
- Robert Owen
- Saint-Simon

## Escola Georgista
Georgism ou geoism é uma filosofia econômica que propõe que tanto os nacionais e os resultados econômicos, poderia ser melhorada com a utilização de rendas económicas resultantes de controle sobre a terra e recursos naturais, através de contribuições, tais como o valor da terra imposto.
- Harry Gunnison Brown
- Raymond Crotty
- Ottmar Edenhofer
- Fred Foldvary
- Mason Gaffney
- Henry George
- Max Hirsch
- Wolf Ladejinsky
- Philippe Legrain
- Donald Shoup
- Nicolaus Tideman

## Escola Marxiana
A economia marxista descende do trabalho de Karl Marx e Friedrich Engels. Esta escola enfoca a teoria do valor-trabalho e o que Marx considerou ser a exploração do trabalho pelo capital. Assim, na economia marxista, a teoria do valor-trabalho é um método para medir a exploração do trabalho em uma sociedade capitalista, em vez de simplesmente uma teoria do preço.
- Eduard Bernstein
- Richard D. Wolff
- David Harvey
- Karl Marx
- Friedrich Engels

## Escola Neo-Marxiana
- David Gordon
- Samuel Bowles
- Paul A. Baran
- Adam Przeworski
- Henryk Grossman

## Socialismo de Estado
- Henri de Saint-Simon
- Ferdinand Lassalle
- Johann Karl Rodbertus
- Sociedade Fabiana

## Socialismo Ricardiano
Socialismo Ricardiano é um ramo  do pensamento econômico clássico do início do século XIX, baseado na teoria de que o trabalho é a fonte de toda riqueza e de valor de troca e aluguel, de lucro e de juros representam as distorções de mercado livre. As teorias pré-Marxianas da exploração capitalista por eles desenvolvidos são amplamente considerados como tendo sido fortemente influenciado pelas obras de David Ricardo, e favoreceu a propriedade coletiva dos meios de produção.
- John Francis Bray
- John Gray
- Charles Hall
- Thomas Hodgskin
- William Thompson

## Economia Anarquista
A economia anarquista compreende um conjunto de teorias que buscam delinear os modos de produção e de troca, não sendo regida por instituições sociais coercitivas:
- Os Mutualistas advogam o socialismo de mercado.
- Coletivista anarquistas defendem os trabalhadores de cooperativas e salários com base na quantidade de tempo que contribuiu para a produção.
- Os anarco-comunistas defendem uma transição direta do capitalismo para o comunismo libertário e uma economia de doação com direto comunal, e democracia.
- Os anarco-sindicalistas agem como advogados do trabalhador, promovendo as ideias de ação direta e greve geral.

Pensadores associados anarquista economia incluem:
- Charles Fourier
- Pierre-Joseph Proudhon
- Peter Kropotkin
- Mikhail Bakunin

## Distributivismo
O distributismo é uma filosofia econômica que foi originalmente formulada no final do século XIX e início do século XX por pensadores católicos para refletir os ensinamentos da encíclica Rerum Novarum, do papa Leão XIII, e da encíclica quadragésima Anno, do Papa Pio XI. Ele busca seguir uma terceira via entre capitalismo e socialismo, desejando ordenar a sociedade de acordo com os princípios cristãos de justiça, enquanto ainda preserva a propriedade privada.
- G. K. Chesterton
- Hilaire Belloc

## Economia Institucional
A economia institucional se concentra na compreensão do papel do processo evolutivo e do papel das instituições na formação do comportamento econômico. Seu foco original estava na dicotomia orientada por instintos de Thorstein Veblen entre a tecnologia de um lado e a esfera "cerimonial" da sociedade do outro. Seu nome e elementos centrais remontam a um artigo de 1919 da American Economic Review em um artigo de H. Walton Hamilton, recentemente traduzido para o Português em conjunto com outros clássicos da Economia Institucional.
- Gunnar Myrdal
- Thorstein Veblen
- John Rogers Commons
- Wesley Clair Mitchell
- John Maurice Clark
- Robert A. Brady
- Clarence Edwin Ayres
- Romesh Dutt
- John Kenneth Galbraith
- Geoffrey Hodgson
- Ha-Joon Chang

## Nova economia institucional
A nova economia institucional é uma perspectiva que tenta estender a economia concentrando-se nas normas e regras sociais e legais (instituições) que estão subjacentes à atividade econômica e à análise além da economia institucional anterior e da economia neoclássica. Pode ser visto como um passo de ampliação para incluir aspectos excluídos na economia neoclássica. Ela redescobre aspectos da economia política clássica.
- Douglass North
- Oliver E. Williamson
- Ronald Coase
- Daron Acemoglu
- Steven N. S. Cheung

## Economia neoclássica
Economia neoclássica é a forma dominante (ou mainstream) do pensamento econômico usada hoje e tem a maior quantidade de adeptos entre os economistas. É frequentemente referido pelos seus críticos como a economia ortodoxa. A definição mais específica que essa abordagem implica foi capturada por Lionel Robbins em um ensaio de 1932 : A economia é a ciência que estuda as formas de comportamento humano resultantes da relação existente entre as ilimitadas necessidades a satisfazer e os recursos que, embora escassos, se prestam a usos alternativos". A definição de escassez é que os recursos disponíveis são insuficientes para satisfazer todos os desejos e necessidades; se não houver escassez e nenhum uso alternativo dos recursos disponíveis, então não há problema econômico.
- William Stanley Jevons
- Francis Ysidro Edgeworth
- Alfred Marshall
- John Bates Clark
- Irving Fisher
- Knut Wicksell

## Escola Lausanne
- Antoine Augustin Cournot
- Léon Walras
- Vilfredo Pareto

## Escola Austríaca
Os economistas austríacos defendem o individualismo metodológico na interpretação dos desenvolvimentos econômicos, a teoria subjetiva do valor, que o dinheiro é não-neutro e enfatizam o poder organizador do mecanismo de preços e a abordagem laissez-faire da economia.
- Carl Menger
- Eugen von Böhm-Bawerk
- Ludwig von Mises
- Friedrich Hayek
- Friedrich von Wieser
- Henry Hazlitt
- Frank Fetter
- Israel Kirzner
- Murray Rothbard
- Robert P. Murphy
- Lew Rockwell
- Peter Schiff
- Marc Faber
- Walter Block
- Hans Hermann-Hoppe
- Jesús Huerta de Soto
- Fritz Machlup

## Escola de Estocolmo
A Escola de Estocolmo é uma escola de pensamento econômico. Refere-se a um grupo vagamente organizado de economistas suecos que trabalharam juntos, em Estocolmo, na Suécia, principalmente na década de 1930.
A Escola de Estocolmo tinha - como John Maynard Keynes - chegado às mesmas conclusões na macroeconomia e nas teorias de demanda e oferta. Como Keynes, eles foram inspirados nos trabalhos de Knut Wicksell, um economista sueco ativo nos primeiros anos do século XX.
- Gunnar Myrdal
- Bertil Ohlin

## Escola Keynesiana
A economia keynesiana desenvolveu-se a partir do trabalho de John Maynard Keynes e concentrou-se na macroeconomia a curto prazo, particularmente na rigidez causada quando os preços são fixos. Tem dois sucessores. A economia pós-keynesiana é uma escola alternativa - uma das sucessoras da tradição keynesiana, com foco na macroeconomia . Eles se concentram nas rigidezes macroeconômicas e nos processos de ajuste, e pesquisam micro fundamentos para seus modelos baseados em práticas da vida real, em vez de simples modelos de otimização. Geralmente associado a Cambridge, Inglaterra, e ao trabalho de Joan Robinson (ver economia pós-keynesiana). A economia neokeynesiana é a outra escola associada aos desenvolvimentos da maneira keynesiana. Esses pesquisadores tendem a compartilhar com outros economistas neoclássicos a ênfase em modelos baseados em micro fundamentos e a otimizar comportamentos, mas concentram-se mais estreitamente em temas keynesianos padrão, como rigidez de preços e salários. Estes são geralmente feitos para serem características endógenas destes modelos, ao invés de serem simplesmente assumidos como nos keynesianos de estilo antigo (ver economia neokeynesiana).
- John Maynard Keynes
- Evsey D. Domar
- Fernando Cardim de Carvalho
- Geoffrey C. Harcourt
- George L.S. Shackle
- Gregory Mankiw
- Huw Dixon
- Jan A. Kregel
- Jason Furman
- Joan Robinson
- John Eatwell
- John R. Hicks
- Joseph Stiglitz
- Nicholas Kaldor
- Nouriel Roubini
- Paul Krugman
- Paul Samuelson
- Peter Bofinger
- Richard M. Goodwin
- Stanley Fischer
- Steve Keen
- Wynne F. Godley

## Escola de Chicago
A Escola de Chicago é uma escola neoclássica de pensamento econômico associada ao trabalho do corpo docente da Universidade de Chicago, particularmente notável na macroeconomia para o desenvolvimento do monetarismo como alternativa ao keynesianismo e sua influência no uso de expectativas racionais na modelagem macroeconômica.
- Frank H. Knight
- Jacob Viner
- Milton Friedman
- Thomas Sowell
- George Stigler
- Harry Markowitz
- Merton Miller
- Robert Lucas, Jr.
- Eugene Fama
- Myron Scholes
- Gary Becker
- Edward C. Prescott
- James Heckman
- Robert Z. Aliber

## Escola Carnegie
- Herbert A. Simon
- Richard Cyert
- James March
- Victor Vroom
- Oliver E. Williamson
- John Muth

## Neo-Ricardianismo
- Piero Sraffa
- Luigi L. Pasinetti
- Vladimir Karpovich Dmitriev

## Escolas Modernas (do final do século XIX e século XX)
Economia mainstream é um termo usado para distinguir a economia em geral de abordagens heterodoxas e escolas dentro da economia. Começa com a premissa de que os recursos são escassos e que é necessário escolher entre alternativas concorrentes. Ou seja, a economia lida com tradeoffs. Com a escassez, escolher uma alternativa implica renunciar a outra alternativa - o custo de oportunidade. O custo de oportunidade expressa uma relação implícita entre alternativas concorrentes. Tais custos, considerados como preços em uma economia de mercado, são usados para análise de eficiência econômica ou para prever respostas a distúrbios em um mercado. Numa economia planificada, devem ser satisfeitas relações de preço sombra comparáveis para a utilização eficiente dos recursos, como demonstrado pela primeira vez pelo economista italiano Enrico Barone. Os economistas representam incentivos e custos como desempenhando um papel difundido na formação da tomada de decisão. Um exemplo imediato disso é a teoria do consumidor da demanda individual, que isola como os preços (como custos) e a renda afetam a quantidade demandada. A economia mainstream moderna baseia-se principalmente na economia neoclássica, que começou a se desenvolver no final do século XIX. A economia mainstream também reconhece a existência de falhas de mercado e insights da economia keynesiana. Utiliza modelos de crescimento econômico para analisar variáveis de longo prazo que afetam a renda nacional . Ele emprega a teoria dos jogos para modelar o comportamento de mercado ou não-mercado. Alguns insights importantes sobre comportamento coletivo (por exemplo, surgimento de organizações ) foram incorporados através da nova economia institucional . Uma definição que captura grande parte da economia moderna é a de Lionel Robbins em um ensaio de 1932 : "a ciência que estuda o comportamento humano como uma relação entre fins e meios escassos que têm usos alternativos". Escassez significa que os recursos disponíveis são insuficientes para satisfazer todos os desejos e necessidades. Ausentes a escassez e usos alternativos dos recursos disponíveis, não há problema econômico. O assunto assim definido envolve o estudo de escolha, afetado por incentivos e recursos. Economia geralmente é o estudo de como as pessoas alocam recursos escassos entre usos alternativos.
Economia heterodoxa: Algumas escolas de pensamento estão em desacordo com o formalismo microeconômico da economia neoclássica. Em vez disso, os economistas heterodoxos enfatizam a influência da história, dos sistemas naturais, da incerteza e do poder. Entre eles, temos economia institucional, economia marxista, economia feminista, economia socialista, economia binária, economia ecológica, bioeconomia e termoeconomia .

## Escolas Heterodoxas (séculos XX e XXI)
No final do século XIX, várias escolas heterodoxas enfrentaram a escola neoclássica que surgiu após a revolução marginal. A maioria sobrevive até os dias de hoje como escolas conscientemente dissidentes, mas com tamanho e influência grandemente diminuídos em relação à economia dominante. Os mais significativos são a economia institucional, a economia marxista e a escola austríaca.
O desenvolvimento da economia keynesiana foi um desafio substancial para a escola neoclássica dominante da economia. Visões keynesianas entraram finalmente no mainstream como resultado da síntese keynesiana- neoclássica desenvolvida por John Hicks. A ascensão do keynesianismo e sua incorporação à economia dominante reduziram o apelo das escolas heterodoxas. No entanto, os defensores de uma crítica mais fundamental da economia ortodoxa formaram uma escola de economia pós-keynesiana .
Desenvolvimentos heterodoxos mais recentes incluem a economia evolucionária (embora este termo também seja usado para descrever a economia institucional), a feminista , a economia verde , a economia pós-autista e a termoeconomia.
Abordagens heterodoxas, muitas vezes, incorporam as críticas do "mainstream" abordagens. Por exemplo:
* Economia feminista critica a valoração do trabalho e argumenta que o trabalho feminino é sistematicamente desvalorizado

* A economia verde critica o status externalizado e intangível dos ecossistemas e argumenta para trazê-los dentro do modelo tangível de ativos de capital medido como capital natural

* A economia pós-autista critica o foco em modelos formais em detrimento da observação e dos valores, defendendo um retorno à filosofia moral na qual Adam Smith fundou essa ciência humana.
Mais heterodoxas pontos de vista são críticos do capitalismo. A exceção mais notável é Austríaca de economia.
Georgescu-Roegen reintroduzido na economia, o conceito de entropia da termodinâmica (como distinto do que, na sua opinião, é o mecanicista da fundação de economia neoclássica elaborado a partir da física Newtoniana) e fez importante trabalho que mais tarde evoluiu para evolutiva da economia. Seu trabalho contribuiu significativamente para thermoeconomics e a economia ecológica.

## Escolas do Século XX
Algumas das mais notáveis escolas ou correntes de pensamento em economia no século XX foram:
- Austrian School
- Biological economics
- Chicago School
- Constitutional economics
- Ecological economics
- Evolutionary economics
- Freiburg School
- Freiwirtschaft
- Georgism
- Institutional economics
- Keynesian economics
- Marxian (Marxist) and neo-Marxian economics
- Neo-Ricardianism
- New classical macroeconomics
- New Keynesian economics
- Post-Keynesian economics
- Public Choice school
- School of Lausanne
- Stockholm school

No final do século XX, as áreas de estudo que produziram mudanças no pensamento econômico foram: modelos baseados em risco (em vez de baseados em preços), atores econômicos imperfeitos e tratar a economia como uma ciência biológica (baseada em normas evolucionárias e não em troca abstrata) .
O estudo do risco foi influente, ao considerar as variações no preço ao longo do tempo mais importantes do que o preço real. Isso se aplica particularmente à economia financeira, onde as compensações de risco / retorno eram as decisões cruciais a serem tomadas.
Uma importante área de crescimento foi o estudo da informação e decisão. Exemplos dessa escola incluíam o trabalho de Joseph Stiglitz. Os problemas de informação assimétrica e de risco moral, ambos baseados na economia da informação, afetaram profundamente os dilemas econômicos modernos, como as opções de ações executivas, os mercados de seguros e o alívio da dívida do Terceiro Mundo.
Finalmente, havia uma série de ideias econômicas enraizadas na concepção da economia como um ramo da biologia, incluindo a ideia de que as relações de energia, em vez das relações de preço, determinam a estrutura econômica. O uso da geometria fractal para criar modelos econômicos. Em sua infância, a aplicação da dinâmica não-linear à teoria econômica, bem como a aplicação da psicologia evolucionista, exploraram os processos de avaliação e a persistência de condições de não-equilíbrio. O trabalho mais visível foi na área da aplicação de fractais à análise de mercado, particularmente a arbitragem. Outro ramo infantil da economia era a neuroeconomia. Este último combina neurociência , economia e psicologia para estudar como fazemos escolhas.

## Economia

### Dentro do mainstream
A economia mainstream engloba uma ampla gama de visualizações (mas não ilimitada). Politicamente, a maioria dos economistas do mainstream tem opiniões que vão do laissez-faire ao liberalismo moderno. Há também pontos de vista divergentes sobre questões específicas dentro da economia, como a eficácia e a conveniência da política macroeconômica keynesiana . Embora, historicamente, poucos economistas tradicionais tenham se considerado membros de uma "escola", muitos se identificariam com uma ou mais das economias neoclássicas, monetarismo, economia keynesiana, nova economia clássica ou economia comportamental.
As controvérsias dentro da economia mainstream tendem a ser declaradas em termos de:
- As definições de ativos de capital, incluindo capital natural (ecossistemas) ou capital social ("goodwill" ou "valor da marca") ou talento , e geralmente o que constitui intangíveis versus o que pode ser medido:
- investimento e malinvestment e como o ciclo de negócios erradica o último deixando o antigo
- responsabilidade e quem a suporta, por exemplo, as questões de externalidades de rede
- riqueza e valor e como estes afetam o preço , especialmente do trabalho e dos ecossistemas

Um exemplo de abordagem econômica "mainstream" são os métodos de contabilidade Triple Bottom Line para cidades desenvolvidas pelo ICLEI e defendidas pela organização C40 das 40 maiores cidades do mundo. Como este exemplo sugere, uma abordagem "mainstream" é definida pelo grau em que é adotada e defendida, não necessariamente por seu rigor técnico.

### Fora do mainstream
Outros pontos de vista sobre questões econômicas externas à economia mainstrean incluem teoria da dependência e teoria dos sistemas mundiais no estudo das relações internacionais.Reformas radicais propostas do sistema econômico originadas fora da economia convencional incluem o movimento econômico participativo e a economia binária .